# 狐尾松亚组
狐尾松亚组（学名：Balfourianae），俗称刺果松（bristlecone pine）、狐尾松，是松属白皮松组的一个亚组，包含二到三个种，寿命绵长。其中大盆地刺果松已知有寿命超过4,800年的个体，是地球上最长寿的生命。
虽然寿命很长，且原生环境十分恶劣，但人工培育十分困难。

## 种
它们在海拔5,600—11,200英尺（1,700—3,400米）的地带形成独立的树从，生长在碱性的、很少有其他物种能存活的白云岩土壤上。
它最多包括三个种，其中大盆地刺果松存在争议：
- 大盆地刺果松（Pinus longaeva）：分布于犹他州、内华达州和加利福尼亚州东部；
- 落基山狐尾松（Pinus aristata）：科罗拉多州、新墨西哥州和亚利桑那州；
- 狐尾松（Pinus balfouriana）：加州。

三个种可以人工杂交，但野生种群范围并不重叠。